# República Romana
República Romana (em latim: Res Publica Romana) foi um período da antiga civilização romana onde o governo operou como uma república. Começou com a queda da monarquia, tradicionalmente datada cerca de 509 a.C., e sua substituição pelo governo chefiado por dois cônsules, eleitos anualmente pelos cidadãos e aconselhados pelo senado. Uma complexa constituição gradualmente foi desenvolvida, centrada nos princípios de uma separação dos poderes e de freios e contrapesos. Exceto em tempos de terrível emergência nacional, ofícios públicos foram limitados por um ano, de modo que, em teoria ao menos, nenhum indivíduo exercesse poder absoluto sobre seus concidadãos.
A sociedade era hierárquica. A evolução da constituição da República Romana foi pesadamente influenciada pela luta entre os patrícios, aristocratas proprietários de terra, que traçaram sua ancestralidade no início da história do Reino de Roma, e os plebeus, os cidadãos muito mais numerosos. Com o tempo, as leis que deram aos patrícios direitos exclusivos de acesso aos mais altos ofícios foram revogadas e enfraquecidas, e as principais famílias plebeias tornaram-se membros plenos da aristocracia. Os líderes da república desenvolveram uma forte tradição e moralidade que exigia serviço público e patrocínio na paz e na guerra, tornando os sucessos políticos e militares indissociáveis.
Durante os primeiros dois séculos de sua existência a república expandiu-se através de uma combinação de conquista e aliança, da Itália central para a península Itálica inteira. Pelo século seguinte, incluía o Norte da África, a Península Ibérica, Grécia, e o que é hoje o sul da França. Dois séculos após isso, em direção ao fim do século I a.C., incluía o resto da moderna França, e muito do Mediterrâneo Oriental. Por esta altura, apesar das restrições tradicionais e legais da república contra qualquer aquisição individual de poderes políticos permanentes, a política foi dominada por um pequeno número de líderes romanos, com suas alianças pontuadas por uma série de guerras civis. O vencedor de uma destas guerras civis, Otaviano (mais tarde conhecido como Augusto) reformou a república como um principado, com ele mesmo como o "primeiro cidadão" (príncipe; princeps). O senado continuou a sentar e debater. Magistrados anuais foram eleitos como antes, mas as decisões finais em assuntos de política, guerra, diplomacia e nomeações foram privilégios de Augusto através de seu manejo de um número de separados poderes simultaneamente. Um de seus muitos títulos foi imperator do qual o título "imperador" derivou, e é costumeiramente chamado o primeiro imperador romano.
A República Romana nunca foi restaurada, mas também nunca foi formalmente abolida (o termo res publica continuou a ser usado para referir-se ao aparato do Estado), assim a data exata da transição para o Império Romano é um assunto de interpretação. Historiadores variadamente propuseram a nomeação de Júlio César como ditador perpétuo em 44 a.C., a derrota de Marco Antônio na Batalha de Ácio em 31 a.C., e a concessão de poderes extraordinários para Otaviano sob o primeiro assentamento e sua adoção do título de Augusto em 27 a.C., como o evento que define o fim da república.

## História política

### Era patrícia (509–367 a.C.)
De acordo com a lenda, Tarquínio, o Soberbo foi derrubado em 509 a.C. por um grupo de nobres liderado por Lúcio Júnio Bruto. Diz-se que Tarquínio fez uma série de tentativas para retomar o trono, incluindo a Conspiração Tarquiniana, a guerra com Veios e Tarquinia e finalmente a guerra entre Roma e Clúsio, todas infrutíferas. A monarquia histórica, como a lenda sugere, foi provavelmente derrubada rapidamente, mas as mudanças constitucionais que ocorreram imediatamente após possivelmente não foram tão extensas como sugerido. A mais importante mudança talvez seja do chefe executivo. Antes, um rei era eleito pelos senadores para um mandato vitalício. Agora, dois cônsules eram eleitos pelos cidadãos para um mandato anual. Cada cônsul verificaria seu colega, e o mandato limitado deles possibilitava que fossem acusados se abusassem dos poderes de seu ofício. Os poderes políticos consulares, quando exercidos conjuntamente, não foram diferentes daqueles do antigo rei.
Em 494 a.C., a cidade estava em guerra com duas tribos vizinhas. Os soldados plebeus recusaram-se a marchar contra o inimigo, e em vez disso se separaram para o monte Aventino. Os plebeus exigiram o direito de eleger seus próprios oficiais. Os patrícios concordaram, e eles retornaram ao campo de batalha. Os plebeus chamaram seus novos oficiais "tribunos da plebe". Os tribunos teriam dois assistentes, chamados "edis da plebe". De 375 a.C. a 371 a.C., a república experimentou uma crise constitucional durante a qual os tribunos da plebe usaram seus votos para impedir a eleição de magistrados seniores. Em 367 a.C., uma lei foi aprovada, na qual exigiu-se a eleição de ao menos um edil plebeu cada ano. Em 443 a.C., o censor foi criado, e em 366 a.C., o pretor. Também em 366 a.C., edil curul foi criado.
Logo após a fundação da república, a assembleia das centúrias tornou-se a principal assembleia legislativa. Nesta assembleia, magistrados foram eleitos, e leis foram aprovadas. Durante o século IV a.C., uma série de reformas ocorreu, especialmente depois das sucessivas secessões da plebe. O resultado delas foi que qualquer lei aprovada pela assembleia da plebe teria toda a força da lei. Isto deu aos tribunos, que presidiam a assembleia da plebe, um caráter positivo pela primeira vez, uma vez que, antes destas leis, o único poder que mantinham foi do veto.

### Conflitos das ordens (367–287 a.C.)
Os plebeus viviam uma crise em decorrência do endividamento. De acordo com Tito Lívio, essa crise foi acelerada após o saque de Roma pelos gauleses (ca. 390−387 a.C.). Contínuos protestos eclodiram, dentro os quais o liderado por Marco Mânlio Capitolino que, embora patrício, aliou-se aos plebeus, cujas dívidas ajudou a pagar com sua fortuna. Ao longo do século os distúrbios sociais tornaram-se frequentes e desencadearam desordens, como aquelas de 378 a.C., e a anarquia de 370 a.C. Em decorrência do crescente descontentamento da classe plebeia, uma série de leis foram promulgadas com a finalidade de tratar a situação. A lei Licínia Sêxtia de 367 a.C. serviu para acelerar o pagamento de dívidas e impôs um limite à acumulação de terras públicas (ager publicus) por cada pater familias, bem como o número e ovelhas e gado que podia pastar nelas enquanto outras, promulgadas em 357, 352 e 347 a.C., tentaram reduzir e regularizar os tipos de juros. Pouco depois, em 342 a.C., a lei Genúcia determinou a ilegalidade de empréstimos a juros e em 326 a.C., a escravidão por dívidas (nexo), foi suprimida.
Após o edil plebeu ter sido criado, os patrícios criaram o edil curul. Depois do consulado ter sido aberto aos plebeus em 367 a.C., os plebeus foram capazes de manter tanto a ditadura (356 a.C.) como a censura (351 a.C.). Plebiscitos de 342 a.C. colocaram limites nos cargos políticos; um indivíduo podia manter apenas um ofício de cada vez, e dez anos deviam decorrer entre o fim de seu mandato oficial e sua reeleição. Em 337 a.C., o primeiro pretor plebeu foi eleito. Durante estes anos, os tribunos e os senadores ficaram cada vez mais próximos. O senado percebeu a necessidade de usar os oficiais plebeus para atingir seus objetivos. Para conquistar os tribunos, os senadores deram a eles uma grande quantidade de poder e os tribunos começaram a se sentir sujeitados ao senado. Com a aproximação dos senadores e tribunos, os senadores plebeus foram frequentemente capazes de assegurar o tribunato para membros de suas próprias famílias. Com o tempo, o tribunato tornou-se um trampolim para cargos mais altos.
Em meados do século IV a.C., a assembleia da plebe promulgou a lei Ovínia. Durante o início da república, apenas cônsules nomeavam novos senadores. A lei Ovínia, contudo, deu este poder aos censores. Ela também exigiu que o censor nomeasse qualquer magistrado recém-eleito para o senado. Por este momento, os plebeus já estavam mantendo um número significativo de cargos magisteriais. Assim, o número de senadores plebeus provavelmente aumentou rapidamente. Contudo, permaneceu difícil para um plebeu entrar no senado se ele não era de uma família de políticos conhecidos, como a nova aristocracia plebeia emergente. A antiga nobreza existiu pela força da lei, porque apenas patrícios foram autorizados a ficar em altos cargos. A nova nobreza existiu devido à organização da sociedade. Como tal, apenas uma revolução poderia derrubar esta nova estrutura.
Por 287 a.C., a condição econômica do plebeu médio tornou-se miserável. O problema parece ter sido centrado em torno da dívida generalizada. Os plebeus exigiram assistência, mas os senadores se recusaram a deliberar a situação deles. O resultado foi a última secessão plebeia. Os plebeus se separaram para o monte Janículo. Para o fim da secessão, Quinto Hortênsio foi nomeado ditador e uma lei (a lei Hortênsia), que pôs fim à exigência a qual os senadores patrícios deviam concordar antes que qualquer projeto de lei pudesse ser considerado pela assembleia da plebe. Esta não foi a primeira lei a exigir que um ato da assembleia popular tivesse a mesma força da lei. A assembleia popular adquiriu este poder durante uma modificação da original lei Valeriana em 449 a.C.. O significado desta lei foi, de fato, que ela roubou dos patrícios a última arma que tinham contra os plebeus e, como resultado, o controle do Estado caiu, não para os ombros dos eleitores, mas para a nova nobreza plebeia. Os plebeus finalmente conseguiram igualdade política com os patrícios. Contudo, a condição da classe plebeia média não mudou. Um pequeno número de famílias plebeias alcançou a mesma posição que as antigas famílias aristocráticas patrícias sempre tiveram, mas os novos aristocratas plebeus tornaram-se desinteressados na condição da classe plebeia média como os antigos aristocratas patrícios tinham sempre feito.

### Supremacia da nova nobreza (287−133 a.C.)
A lei Hortênsia foi a solução da última grande questão política desta época. Nenhuma mudança política importante ocorreu entre 287 a.C. e 133 a.C.. As importantes leis deste momento foram promulgadas pelo senado. De fato, os plebeus estavam satisfeitos com a posse do poder, mas não se preocuparam em usá-lo. O senado foi supremo durante este momento porque o período foi dominado por questões de política estrangeira e militar. Nas décadas finais desta era, muitos plebeus ficaram mais pobres. As longas campanhas militares forçaram os cidadãos a deixarem suas fazendas para lutar, enquanto suas propriedades caíram em desuso. A aristocracia rural começou a comprar fazendas falidas a preços promocionais. Como os preços das commodities caíram, muitos fazendeiros já não podiam mais operar suas fazendas com lucro. O resultado foi a falência total de muitos agricultores. Massas de plebeus desempregados logo começaram a inundar Roma e, assim, as fileiras das assembleias legislativas. A pobreza deles geralmente levou-os a votar para a candidato que lhes oferecesse mais. Uma nova cultura de dependência estava emergindo, na qual cidadãos olhariam por qualquer líder populista por auxílio.

### Dos Gracos a Júlio César (133–49 a.C.)

#### Os Gracos

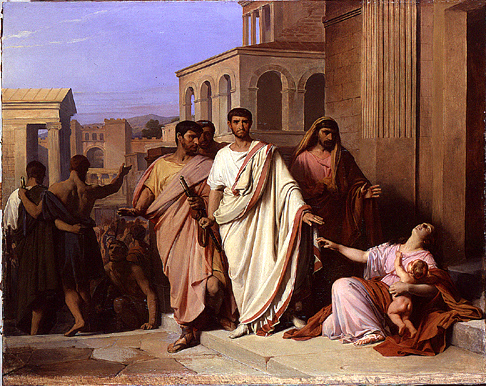
Caio Graco, por Pierre-Nicolas Brisset, na Escola Nacional Superior de Belas Artes

Tibério Graco foi eleito tribuno em 133 a.C. Ele tentou aprovar uma lei que limitaria a quantidade de terra que qualquer indivíduo poderia possuir. Os aristocratas, que estavam a perder uma grande quantia em dinheiro, foram opositores ferrenhos a esta proposta. Tibério apresentou esta lei a assembleia popular, mas a lei foi vetada por um tribuno chamado Marco Otávio. Tibério então usou a assembleia popular para contestar Otávio. A ideia que um representante do povo deixaria de sê-lo quando agisse contra os desejos do povo era contra a teoria constitucional romana. Se levada à sua conclusão lógica, esta teoria removeria todas as restrições constitucionais sobre a vontade popular, e colocaria o Estado sob o controle absoluto de uma temporária maioria popular. Sua lei foi promulgada, mas Tibério foi assassinado com 300 de seus associados, quando pôs-se à reeleição para o tribunato.
O irmão de Tibério, Caio Graco, foi eleito tribuno em 123 a.C.. O objetivo de Caio Graco era enfraquecer o senado e fortalecer as forças democráticas. No passado, por exemplo, o senado eliminaria rivais políticos através da criação de comissões judiciais especiais ou por meio de um senatus consultum ultimum ("decreto supremo do senado"). Ambos os dispositivos permitiam ao senado contornar os direitos ordinários devido a direitos processuais que todos os cidadãos tinham. Caio proibiu as comissões judiciais, e declarou o senatus consultum ultimum como inconstitucional. Caio então propôs uma lei que garantia cidadania a aliados italiotas. Esta última proposta não foi popular com os plebeus e ele perdeu muito de seu apoio. Ele candidatou-se a um terceiro mandato em 121 a.C., mas foi derrotado e então morto por representantes do senado com 3 000 de seus partidários no monte Capitolino, em Roma. Embora o senado tenha mantido o controle, os Gracos fortaleceram a influência política dos plebeus.

#### Populareseoptimates

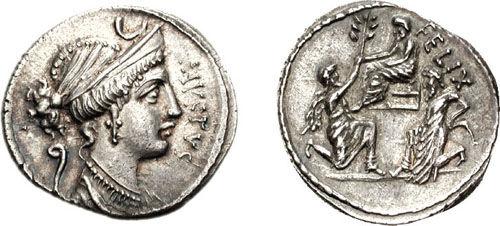
Um denário emitido em mostrando no anverso o busto da deusa Diana, e no reverso o general Sula a quem está sendo oferecido uma oliveira por seu aliado Boco I com seu cativo Jugurta ajoelhado ao lado de Sula com suas mãos atadas

Em 118 a.C., o rei Micipsa da Numídia morreu. Foi sucedido por dois filhos legítimos, Aderbal e Hiempsal I, e um ilegítimo, Jugurta. Micipsa dividiu seu reino entre seus três filhos. Jugurta, contudo, voltou-se contra seus irmãos, matando Hiempsal I e expulsando Aderbal da Numídia. Aderbal fugiu para Roma em busca de assistência, e inicialmente ela mediou a divisão do país entre os dois irmãos. Posteriormente, Jugurta renovou sua ofensiva, levando-o a uma longa e inconclusiva guerra com os romanos. Ele também subornou vários comandantes romanos, e ao menos dois tribunos, antes e durante a guerra. Seu inimigo, Caio Mário, um legado de uma família provincial virtualmente desconhecida, retornou da guerra na Numídia e foi eleito cônsul em 107 a.C. sobre as objeções dos senadores aristocráticos. Mário invadiu a Numídia e levou a guerra a um rápido fim, capturando Jugurta no processo. A aparente incompetência do senado, e o brilho de Mário, teria sido posto em plena exibição. O partido dos populares aproveitou esta oportunidade, aliando-se com Mário.
Vários anos depois, em 88 a.C., um exército romano foi enviado para acabar com um poder asiático emergente, o rei Mitrídates VI do Ponto. O exército, contudo, foi derrotado. Um dos antigos questores de Mário, Sula, foi eleito cônsul no ano, e foi ordenado pela senado para assumir o comando da guerra contra Mitrídates. Mário, um membro do partido dos populares, fez um tribuno revogar o comando de Sula na guerra contra Mitrídates. Sula, um membro do partido aristocrático (optimates), trouxe seu exército de volta para a Itália e marchou sobre Roma. Ele estava tão nervoso com o tribuno de Mário que aprovou uma lei destinada a enfraquecer permanentemente o tribunato. Ele então retornou para sua guerra contra Mitrídates. Com sua partida, os populares sob Mário e Lúcio Cornélio Cina tomaram controle da cidade.
Sula logo fez paz com Mitrídates. Em 83 a.C., retornou para Roma, superou toda a resistência, e recapturou a cidade. Ele e seus partidários, em seguida, mataram muitos dos partidários de Mário. Sula, tendo observado os resultados violentos das reformas populares radicais, foi naturalmente conservador. Como tal, procurou fortalecer a aristocracia, e por extensão, o senado. Fez-se ditador, aprovou uma série de reformas constitucionais, demitiu-se da ditadura, e serviu um último mandato como cônsul. Morreu em 78 a.C..

#### Pompeu, Crasso e a conspiração de Catilina

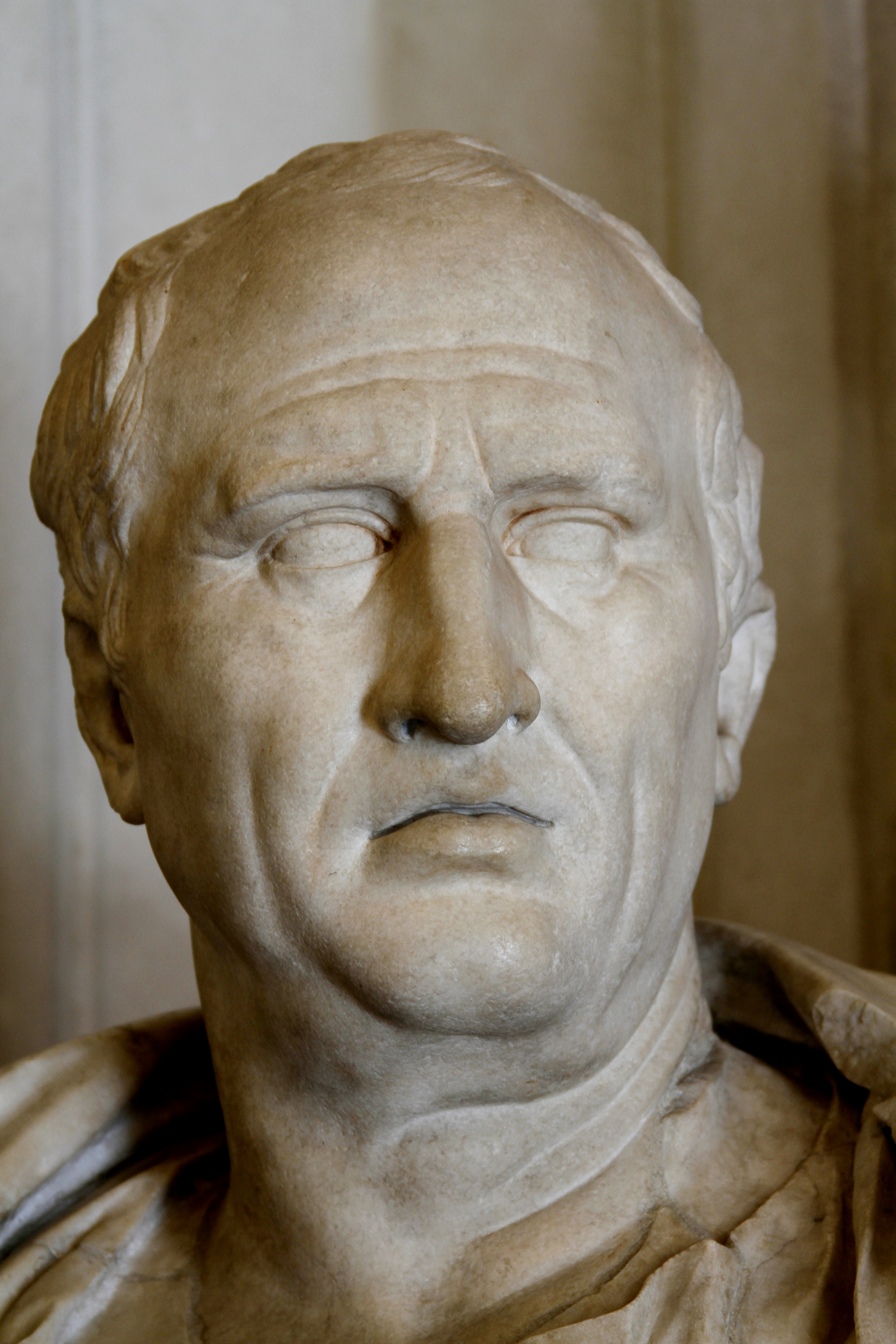
Cícero, busto datado do século I a.C., Museus Capitolinos

Em 77 a.C., o senado enviou um dos antigos tenentes de Sula, Cneu Pompeu Magno, para acabar com uma revolta na Hispânia. Por 71 a.C., Pompeu retornou para Roma após ter completado sua missão. Cerca do mesmo tempo, outro dos antigos tenentes de Sula, Crasso, teve que controlar a revolta de Espártaco e dos gladiadores/escravos na Itália. Após o regresso deles, Pompeu e Crasso encontraram os populares ferozmente atacando a constituição de Sula. Eles tentaram forjar um acordo com os populares. Na condição de desmantelarem os componentes mais abomináveis da constituição, ambos foram eleitos cônsules em 70 a.C..
Cerca de 66 a.C., um movimento para usar meios constitucionais, ou ao menos pacíficos, para resolver a situação de várias classes começou. Após vários fracassos, os líderes do movimento decidiram usar todos os meios que fossem necessários para realizar os objetivos deles. O movimento se uniu sob um aristocrata chamado Lúcio Sérgio Catilina. O movimento estava baseado na cidade de Fésulas, que foi um viveiro natural de agitação agrária. Os descontentes do campo estavam para avançar sobre Roma, e serem auxiliados por um levante dentro da cidade. Após assassinar os cônsules e muitos dos senadores, Catilina seria livre para aprovar suas reformas. A conspiração foi colocada em movimento em 63 a.C. O cônsul do ano, Cícero, interceptou mensagens que Catilina havia enviado numa tentativa de recrutar mais membros. Como resultado, os principais conspiradores em Roma (incluindo ao menos um cônsul anterior) foram executados por autorização (de constitucionalidade duvidosa) do senado, e o levante planejado foi interrompido. Cícero então enviou um exército, que cortou as forças de Catilina em pedaços.
O resultado mais importante da conspiração de Catilina foi que os populares tornaram-se desacreditados. Os 70 anos anteriores testemunharam uma gradual erosão dos poderes senatoriais. A natureza violenta da conspiração, em conjunção com a habilidade do senado em interrompê-la, foi importante para reparar a imagem do senado.

#### Primeiro Triunvirato

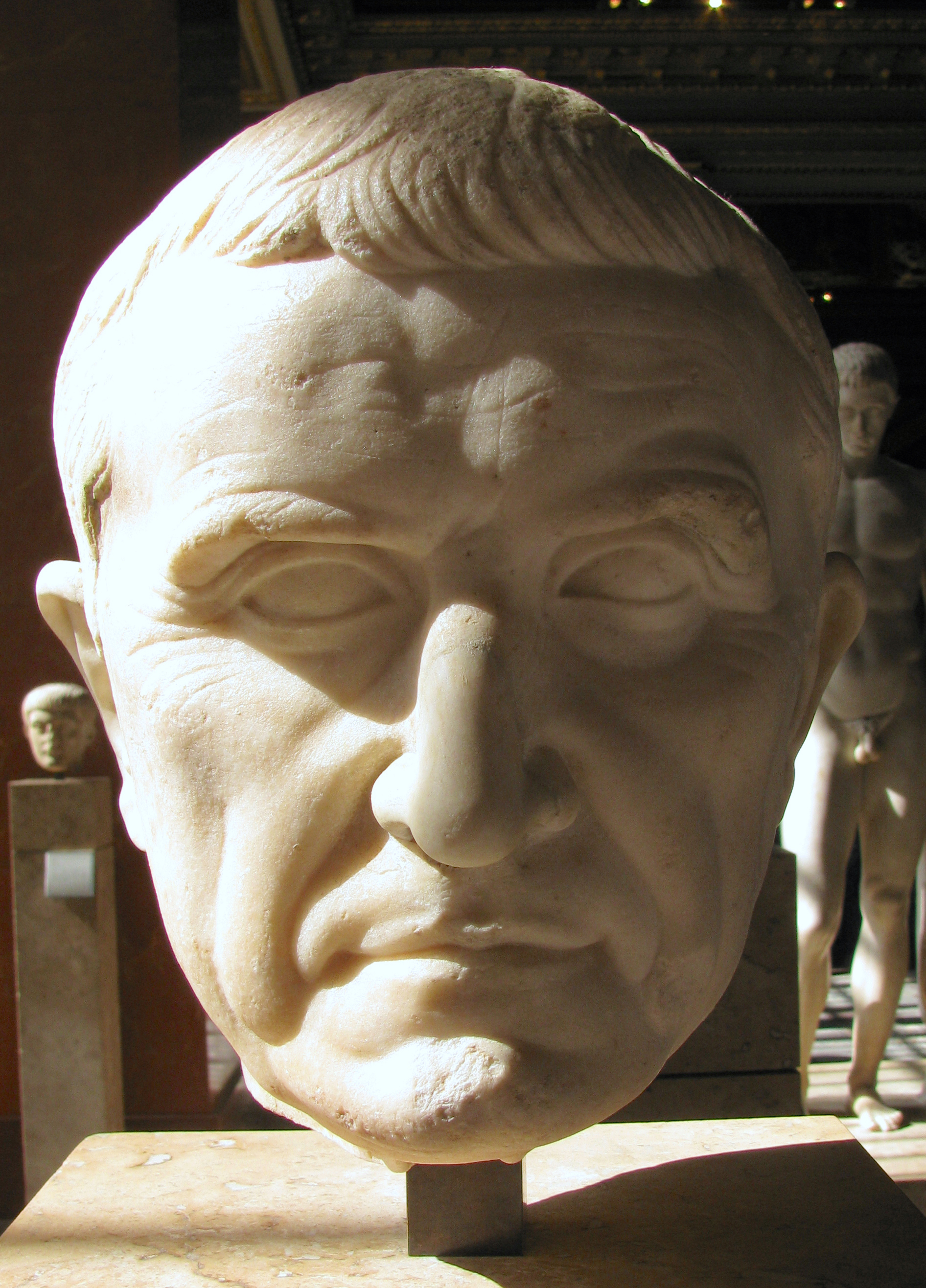
Crasso, busto no Louvre

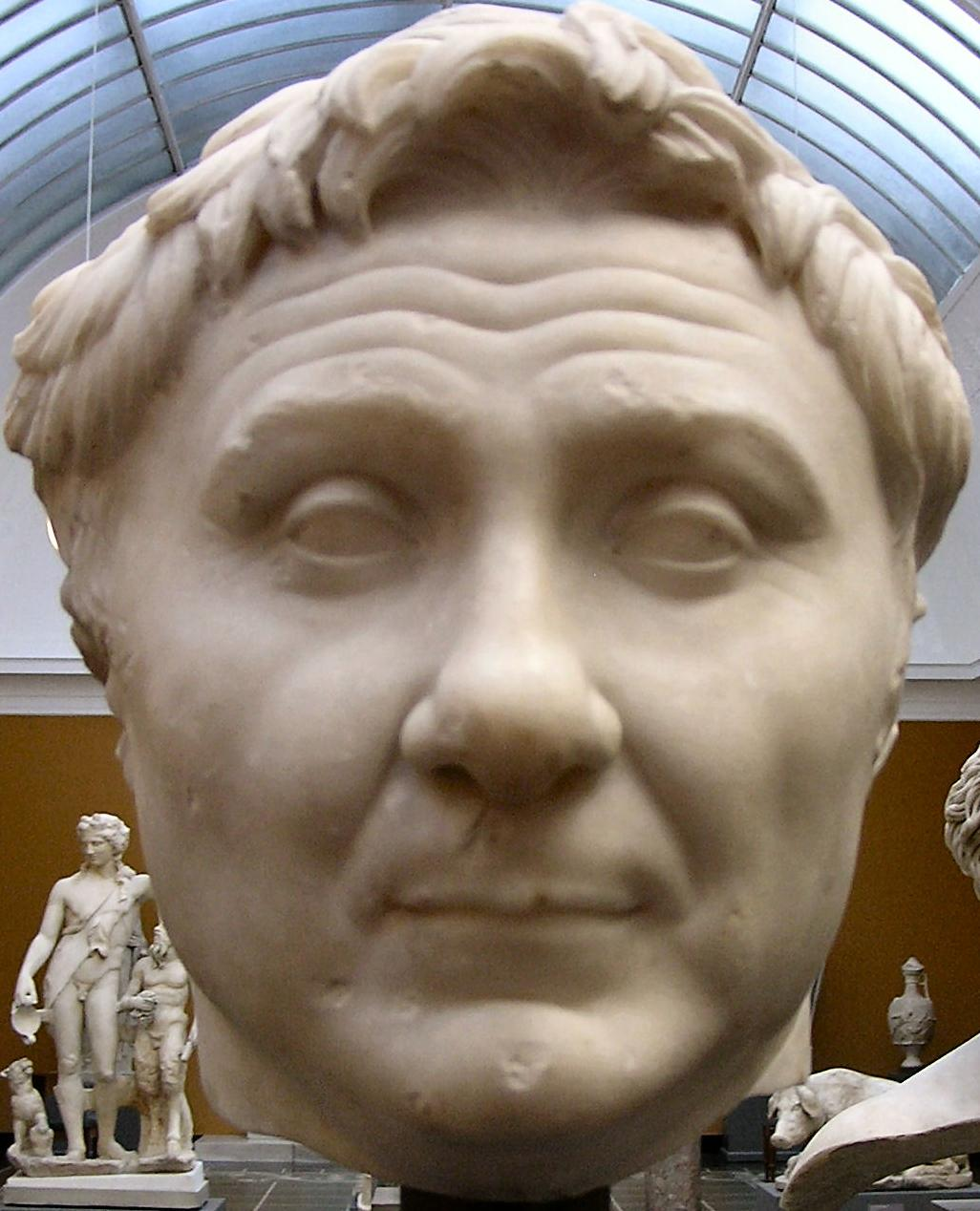
Pompeu, busto na Gliptoteca Ny Carlsberg

Em 62 a.C., Pompeu retornou vitorioso da Ásia. O senado, eufórico por seus sucessos contra Catilina, recusou-se a ratificar os acordos que ele havia feito. Pompeu, na verdade, tornou-se impotente. Assim, quando Júlio César retornou de seu governo na Hispânia em 61 a.C., ele achou fácil fazer chegar a um entendimento. César e Pompeu, junto com Crasso, estabeleceram um acordo privado, agora conhecido como Primeiro Triunvirato. Sob o acordo, os arranjos de Pompeu seriam ratificados. César seria eleito cônsul em 59 a.C., e então serviria como governador da Gália por cinco anos. A Crasso foi prometido um consulado futuro.
César tornou-se cônsul em 59 a.C. Seu colega no cargo, Marco Calpúrnio Bíbulo, era um aristocrata extremo. César submeteu as leis que ele tinha prometido a Pompeu para as assembleias. Bíbulo tentou obstruir a promulgação destas leis, e assim César usou meios violentos para assegurar a promulgação. César foi então feito governador de três províncias. Ele facilitou a eleição do antigo patrício Públio Clódio Pulcro para o tribunato em 58 a.C. Clódio começou a privar os inimigos senatoriais de César dos dois líderes mais obstinados deles, Catão, o Jovem e Cícero. Clódio foi um opositor de Cícero, pois o último tinha testemunhado contra ele em um caso de sacrilégio. Clódio tentou Cícero a executar cidadãos sem julgamento durante a conspiração de Catilina, resultando em um exílio auto-imposto de Cícero e o incendiamento de sua casa em Roma. Clódio aprovou uma lei que forçou Catão a liderar uma invasão do Chipre que manteria-o fora de Roma por alguns anos. Clódio também aprovou uma lei para expandir o subsídio parcial de grãos aos cidadãos para uma distribuição totalmente livre.
Clódio formou grupos armados que aterrorizaram a cidade e posteriormente começaram a atacar os seguidores de Pompeu, que em resposta fundou grupos de contra-ataque liderados por Tito Ânio Papiano Milão. A aliança política do triunvirato estava desmoronando. Domício Enobarbo correu para o consulado em 55 a.C., prometendo tomar o comando de César. Posteriormente, o triunvirato foi renovado em Luca. A Pompeu e Crasso foi prometido o consulado de 55 a.C., e o mandato de César como governador foi estendido por cinco anos. Crasso liderou uma expedição malfadada com legiões lideradas por seu filho, o tenente de César, contra o Império Parta. Isto resultou em sua derrota e morte na batalha de Carras. Finalmente, a esposa de Pompeu, Júlia, que foi filha de César, morreu no parto. Este evento cortou o último laço remanescente entre Pompeu e César.
Começando no verão de 54 a.C., uma onda de corrupção política e violência varreu Roma. Este caos alcançou um clímax em janeiro de 52 a.C., quando Clódio foi assassinado em batalha por Tito Milão. Em 1 de janeiro de 49 a.C., um agente de César apresentou um ultimato ao senado. O ultimato foi rejeitado, e o senado então passou uma resolução que declarou que se César não entregasse seus exércitos até julho daquele ano, seria considerado um inimigo da república. No meio tempo, os senadores adotaram Pompeu como o nome campeão deles contra César. Em 7 de janeiro de 49 a.C., o senado aprovou um senatus consultum ultimum, que investiu Pompeu com poderes ditatoriais. O exército de Pompeu, contudo, era composto largamente de recrutas não treinados. Em 10 de janeiro, César cruzou o rio Rubicão com seu exército veterano (em violação das leis romanas) e marchou em direção a Roma. O rápido avanço de César forçou Pompeu a fugir para a Grécia. César entrou na cidade sem oposição.

### O período de transição (49−29 a.C.)

#### Ditadura de Júlio César

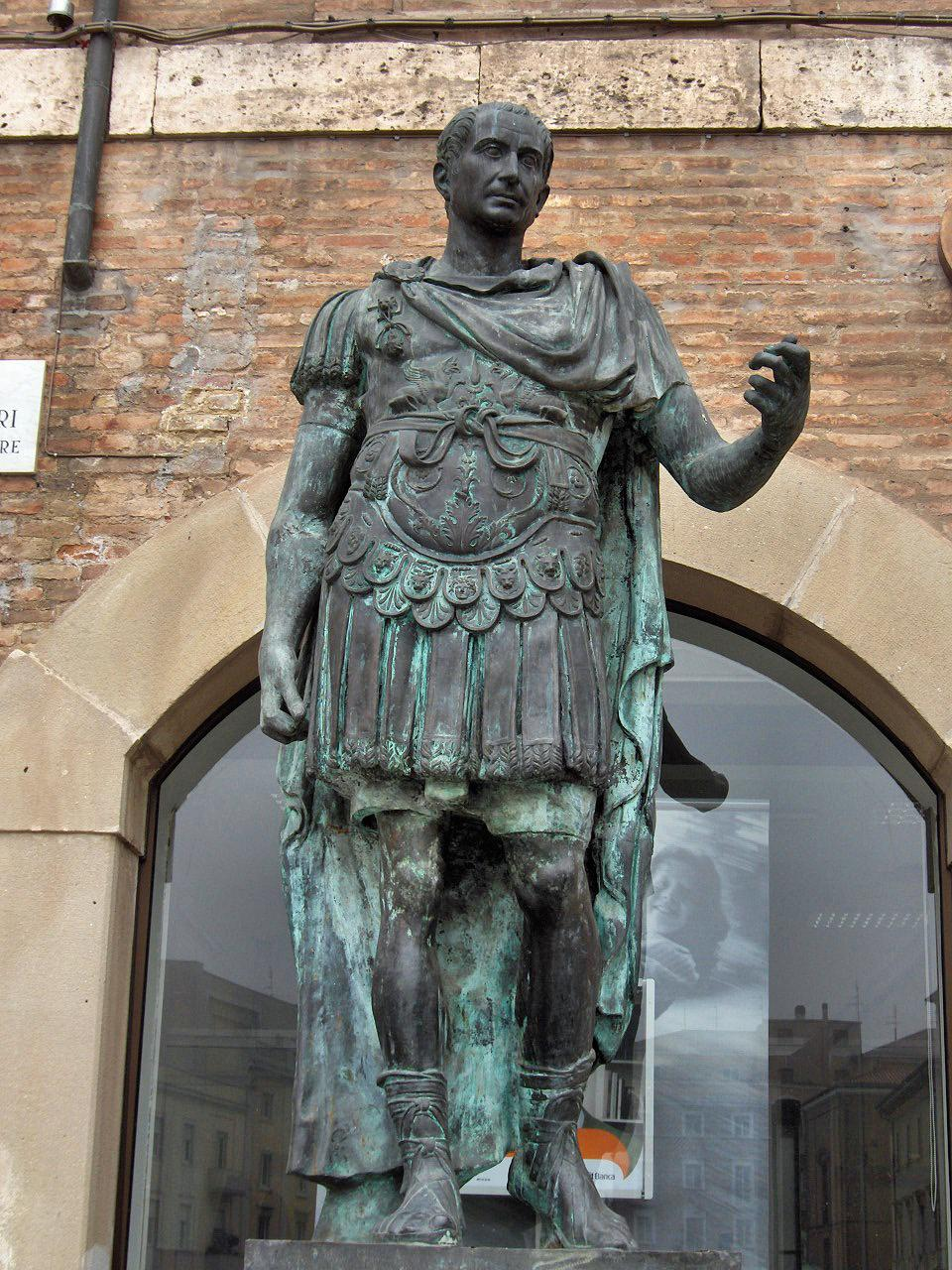
Júlio César, estátua de bronze em Rimini

Com Pompeu derrotado e a ordem restaurada, Júlio César queria conseguir o controle incontestável sobre o governo. Os poderes que deu a si mesmo foram mais tarde assumidos por seus sucessores imperadores. César manteve a ditadura e o tribunato, e alternou entre o consulado e o proconsulado. Em 48 a.C., César recebeu poderes tribunícios perpétuos. Isto fez sua pessoa sacrossanta, deu a ele o poder do veto no senado, e permitiu-lhe dominar a assembleia popular. Em 46 a.C., recebeu poderes censoriais, que usou para preencher o senado com seus próprios partidários. César então elevou a composição do senado para 900. Isto roubou o prestígio da aristocracia senatorial, e tornou-a cada vez mais subserviente a ele. Enquanto as assembleias continuaram a se encontrar, ele apresentou todos os candidatos para eleição e todas as leis para promulgação. Assim, as assembleias tornaram-se impotentes e foram incapazes de opor-se a ele.
Próximo do fim de sua vida, César começou a se preparar para uma guerra contra o Império Parta. Uma vez que sua ausência em Roma limitaria sua habilidade de instalar seus próprios cônsules, ele aprovou uma lei que o permitiu nomear todos os magistrados em 43 a.C., e todos os cônsules e tribunos em 42 a.C. Isto transformou os magistrados de representantes do povo para representantes do ditador.
César foi assassinado em 15 de março de 44 a.C.. O assassinato foi liderado por Caio Cássio e Marco Bruto. Muitos dos conspiradores foram senadores, que tinham uma variedade de motivações econômicas, políticas e pessoais para realizar o assassinato. Muitos estavam receosos que César logo ressuscitaria a monarquia e declararia a si próprio rei. Outros temiam perda de propriedade e prestígio com César realizando reformas agrárias em favor das classes sem-terra. Virtualmente todos os conspiradores deixaram a cidade após a morte de César com receio de retaliação. A guerra civil que se seguiu destruiu o que havia sido deixado da república. Apesar das facções terem redes de espionagem fortes, isso não ajudou Júlio César a evitar o atentado efetuado pelo senado.

#### Segundo Triunvirato e ascensão de Otaviano

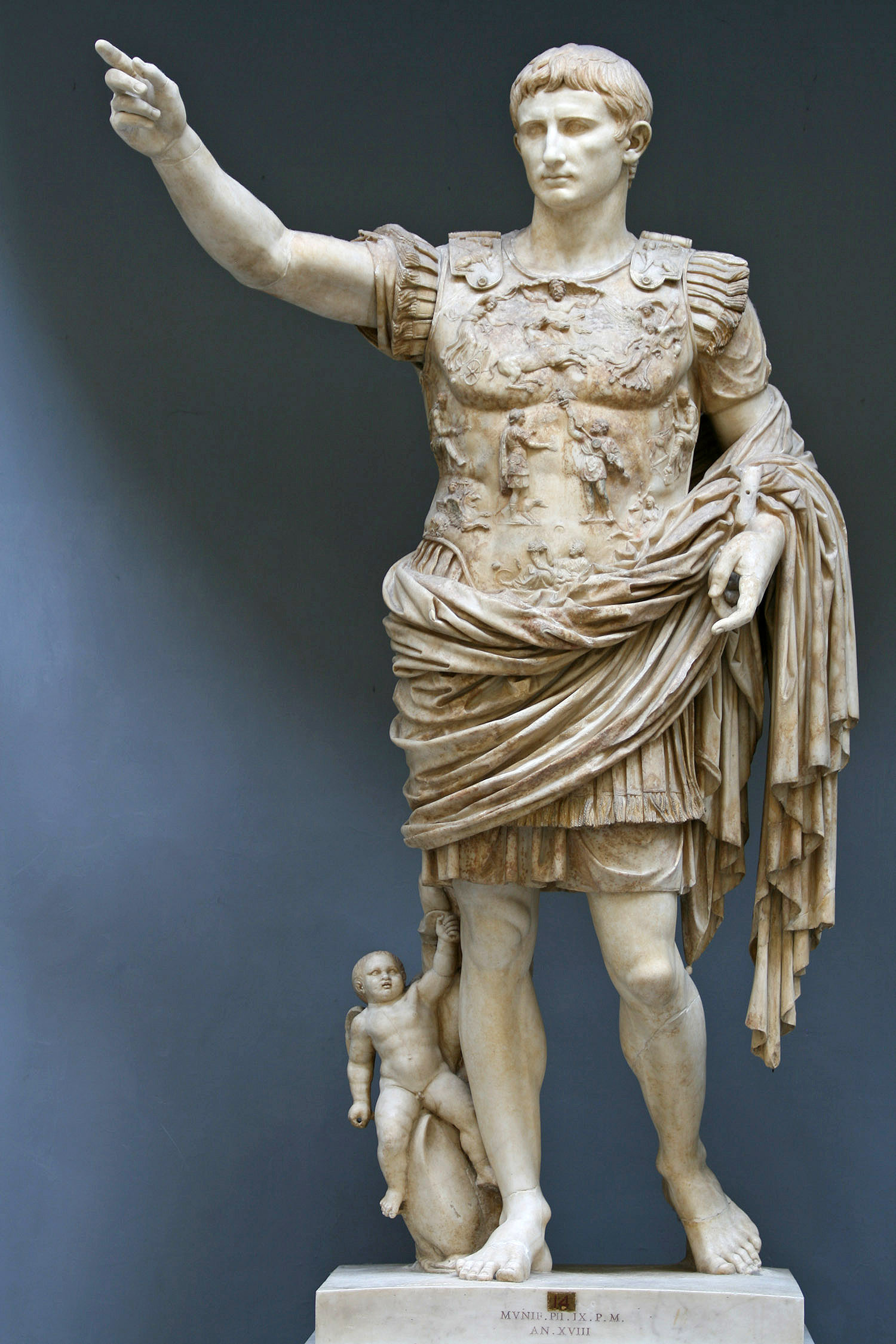
Augusto de Prima Porta, Museus Vaticanos

Após o assassinato, Marco Antônio formou uma aliança com o filho adotivo e sobrinho-neto de César, Caio Otaviano. Junto com Marco Lépido, formaram uma aliança conhecida como segundo Triunvirato. Mantiveram poderes quase idênticos aos que César havia mantido sob sua constituição. Como tal, o senado e as assembleias permaneceram impotentes, mesmo após César ter sido assassinado. Os conspiradores foram então derrotados na batalha de Filipos em 42 a.C. Posteriormente, contudo, Antônio e Otaviano lutaram um contra o outro numa última batalha. Antônio foi derrotado na batalha de Ácio em 31 a.C., e cometeu suicídio com seu amor, Cleópatra. Em 29 a.C., Otaviano retornou para Roma como um mestre incontestado do império e depois aceitou o título de Augusto - "Exaltado".
Em 27 a.C., após devolver ao senado a autoridade para com as legiões e as províncias, Otaviano recebeu o título de Augusto e príncipe (princeps), ou seja, de primeiro cidadão. Mesmo depois de ter recebido várias recusas de outros títulos por parte de Otaviano, conhecido a partir de então como Augusto, tais como o de ditador e o de cônsul vitalício, o senado concedeu-lhe o poder de imperium vitalício. Este último cedia a Augusto o controle sobre todas as legiões existentes na república, elevando-o ao posto de imperador, apesar de as instituições republicanas romanas continuarem existindo.

## História militar

### Antecedentes
Durante o período real, Roma se caracterizava como uma reduzida povoação cujas relações exteriores limitavam-se a guerras locais e pequenas disputas com seus vizinhos. Nos primeiros anos de sua existência, seu território se estendia por cerca de 7 quilômetros em todas as direções e media por volta de 150 quilômetros quadrados. Porém, ainda durante o período monárquico, seus domínios foram substancialmente expandidos: sob Túlio Hostílio (r. 673–642) Alba Longa foi subjugada e sob Anco Márcio (r. 640–616) as fronteiras foram expandidas em direção a costa. Pelo reinado de Sérvio Túlio (r. 578–535), Roma já havia se tornado a principal cidade do Lácio, econômica e militarmente. Abrangia uma área aproximada de 285 hectares e possuía uma população estimada de 30 000 habitantes. Estima-se que por 500 a.C., já como uma república, teria uma área de 822 quilômetros quadrados sob seu controle. Estudos estatísticos acerca do nível provável de produtividade apontam que tal área poderia abrigar uma população entre 30 000 e 45 000 habitantes, o que confirma as suposições acerca da população durante o reinado de Sérvio Túlio.

### República Precoce (509–274 a.C.)

#### Primeiras campanhas italianas (509−396 a.C.)

Localização dos povos e cidades vizinhas de Roma

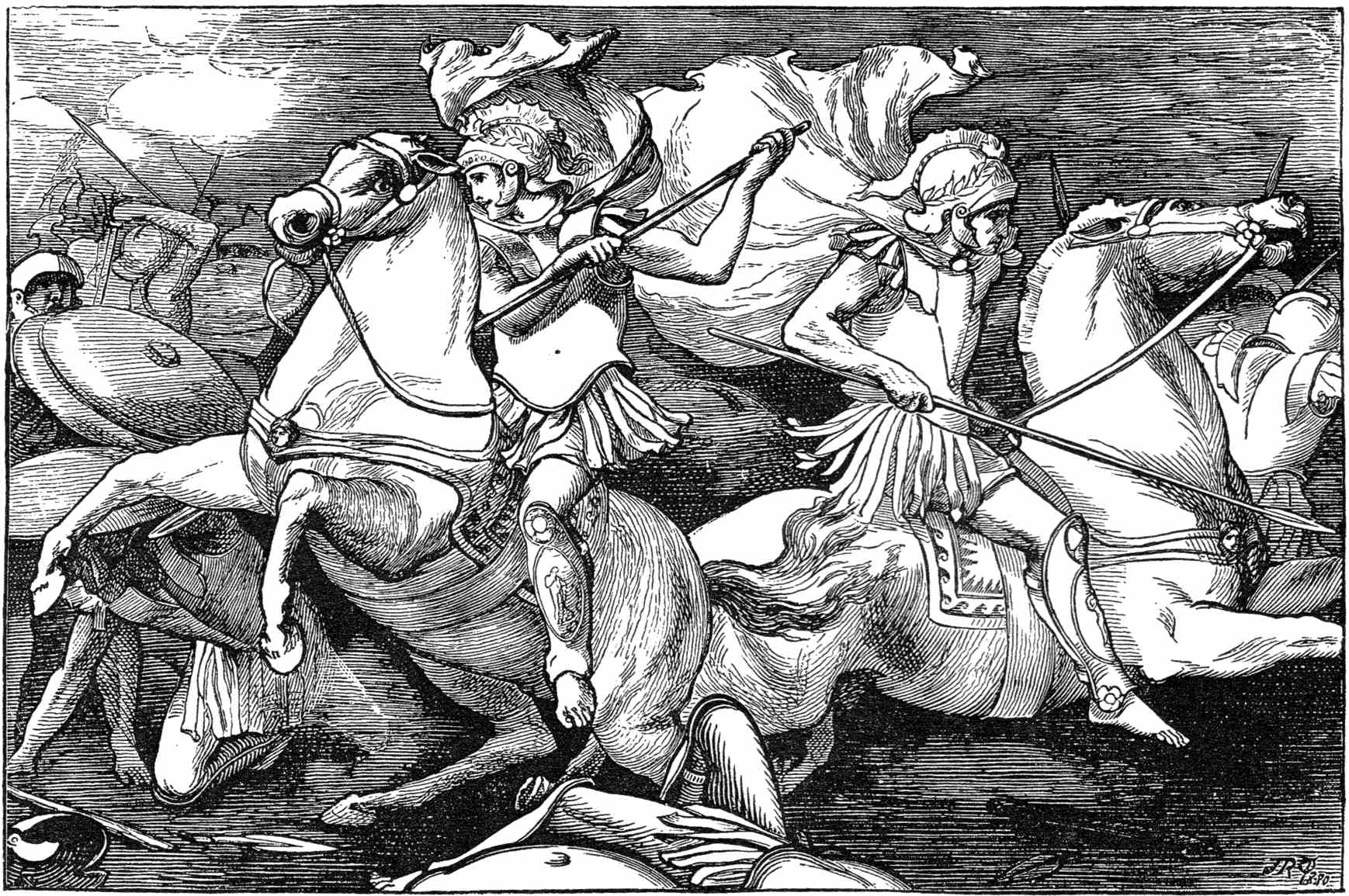
Castor e Pólux lutando na batalha do Lago Regilo, ilustração de J.R. Weguelin para o livro Lays of Ancient Rome, de Thomas Macaulay

As primeiras guerras da República Romana foram de expansão e defesa, no sentido de defendê-la de cidades e nações vizinhas e estabelecer seu território na região. Inicialmente, os vizinhos imediatos de Roma foram cidades e vilas latinas, ou mesmo tribos sabinas das colinas Apeninas e além. De acordo com um tratado entre Roma e Cartago datado de 509 a.C. e preservado pelo historiador grego Políbio, nos primeiros anos da república, os romanos não só mantinham várias possessões no Lácio como intercediam pelos latinos. Tudo indica que tal tratado represente uma tentativa do novo regime romano de conseguir ser reconhecido e, ao mesmo tempo, reafirmar a hegemonia romana no Lácio. Porém, os latinos, se aproveitando da temporária fragilidade de Roma, uniram-se em torno de uma renovada Liga Latina, na qual os romanos foram excluídos. Logo isso levaria-os a um conflito que culminou na batalha do Lago Regilo de 499 a.C. ou 496 a.C., na qual os latinos foram derrotados. Essa vitória resultou no Tratado de Cássio (Foedus Cassianum) de 494/493 a.C., redigido pelo cônsul Espúrio Cássio.
No século V a.C., o Lácio tornou-se alvo de incursões de sabinos, équos e volscos, no contexto da expansão das populações do centro e sul dos Apeninos. Os sabinos, que foram esporadicamente documentados em meados do século V a.C., não foram considerados uma ameaça em potencial, ao contrário dos équos e volscos que viriam, inclusive, a ameaçar Roma como a história romântica de Caio Márcio Coriolano revela. Tais incursões levariam os romanos a realizarem, em 486 a.C., uma aliança tripartite com os latinos e hérnicos. Além disso, confrontaram-se com os invasores na batalha do Monte Álgido em 458 a.C., onde angariaram uma decisiva vitória contra os équos, e na Batalha de Corbião em 446 a.C., onde derrotaram os volscos e os équos; neste mesmo ano, também derrotaram, na batalha de Arícia, uma invasão dos auruncos.
O século V a.C. também presenciou o antagonismo entre romanos e a cidade-estado etrusca de Veios. Veios estava situada ca. 15 quilômetros de Roma, num planalto rochoso, do qual controlava uma área que estendia-se ao longo da margem direita do Tibre até a costa. Tudo indica que o conflito tenha sido gerado pelo interesse de ambas as potências regionais no controle das ribeiras salgadas na desembocadura do rio e as rotas comerciais que dirigiam-se para o interior através do vale do Tibre. Ao longo do século vários conflitos foram relatados, podem dentre eles os mais importantes são a batalha do Crêmera de 477 a.C., na qual os romanos foram derrotados, a conquista de Fidenas em 435 a.C., um entreposto de Veios, e o cerco de Veios de 396 a.C., que terminaria com a conquista e destruição da cidade.

#### Invasão celta da Itália (390–387 a.C.)

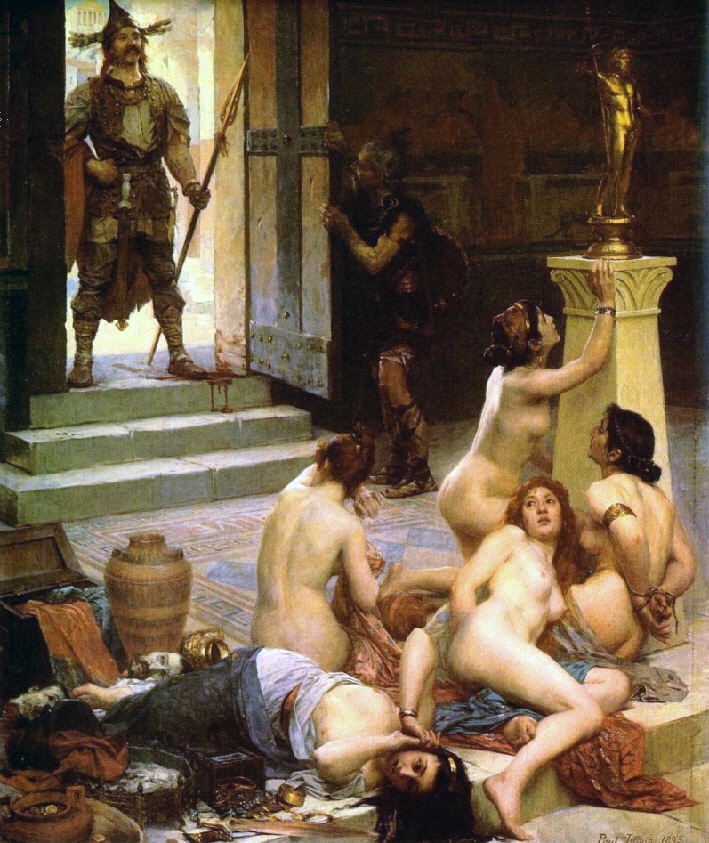
Breno e sua parte dos despojos, por Paul Jamin

Por 390 a.C., várias tribos gaulesas começaram a invadir a Itália pelo norte a medida que a cultura celta expandiu-se pela Europa. Os romanos foram alertados disso quando a tribo particularmente guerreira dos sênones invadiu a cidade etrusca de Clúsio. Clúsio não estava longe da esfera de influência romana e solicitou ajuda. O chamado foi atendido e os exércitos encontraram-se na batalha do Ália ca. 390−387 a.C., em 18 de julho. Os gauleses, sob o chefe deles Breno, derrotou o exército romano de ca. 15 000 soldados e começaram a perseguir os sobreviventes em direção a Roma, saqueando-a antes de serem expulsos ou comprados.

#### Expansão romana na Itália (343–282 a.C.)
Após se recuperarem do saque de Roma, os romanos organizaram, em 378 a.C., a construção de uma grande muralha, da qual ainda há vestígios. Dai, continuaram as investidas contra os volscos e équos, estabeleceram as colônias de Sútrio e Népete (algum momento após a partida dos gauleses), Sátrico (385 a.C.) e Sécia (382 a.C.), concederam a cidadania à Túsculo em 381 a.C., e renovaram seu tratado com os latinos e hérnicos em 358 a.C. Por 354 a.C., os romanos assinaram um novo tratado com os samnitas e em 348 a.C., com Cartago.
Por 343 a.C., o tratado romano-samnita foi rompido e a Primeira Guerra Samnita eclodiu. Travada entre 343−341 a.C., teria sido ocasionada por invasões samnitas em território romano, tendo sido relativamente curta: os romanos derrotaram os samnitas nas batalhas de Monte Gauro, Satícula e Suéssula em 343 a.C., mas foram forçados a se retirarem da guerra quando uma revolta de várias cidades latinas tomou forma. Com o fim da guerra, os romanos restabelecerem seu acordo com os samnitas. Em 340 a.C., ambos participaram da Segunda Guerra Latina contra os revoltosos e seus aliados campanienses, sidicinos, volscos e auruncos. Os romanos os superaram na batalha do Vesúvio e novamente na batalha de Trifano, após as quais as cidades latinas foram subjugadas. O tratado de paz de 338 a.C. teve como consequência a desintegração da Liga Latina, a submissão dos latinos como aliados independentes e a incorporação dos demais povos envolvidos diretamente ao Estado na condição de comunidades semi-independentes (município).

Território romano em

A Segunda Guerra Samnita, ocorrida entre 327−304 a.C., foi motivada pelo estabelecimento da colônia romana de Frégelas em 328 a.C.. Os romanos obtiveram um êxito inicial em 326 a.C., quando o governante de Neápolis chamou-os em ajuda depois de repelir os samnitas que haviam capturado a cidade. Após combates inconclusivos, os romanos foram obrigados a se render na Batalha de Forcas Caudinas em 321 a.C.. Uma trégua foi firmada na qual Frégelas foi cedida e as hostilidades foram interrompidas até 316 a.C. Em 316 a.C., o conflito foi retomado com uma invasão samnita no Lácio, e os romanos foram derrotados na batalha de Láutulas em 315 a.C. No ano seguinte, após saquearem o território latino até Árdea, os samnitas foram derrotados e Frégelas foi reconquistada em 313 a.C. Em 305 a.C., os samnitas foram derrotados na batalha de Boviano, o que levou ao fim do conflito. Nos decorreres da Segunda Guerra Samnita, os romanos foram obrigados a travar guerra em duas frentes. Em 311 a.C., uma invasão liderada por cidades da Etrúria e Úmbria foi repelida, com uma expedição punitiva sendo realizada. Em 306 a.C., uma revolta dos hérnicos foi sufocada e a capital deles, Anâgnia, foi incorporada como cidade sem sufrágio. Mais tarde, os romanos conseguiram subjugar os marrucinos, frentanos, marsos e vestinos, que foram convertidos em aliados.
Em 304 a.C., um assédio foi realizado nos territórios dos équos, que foram conquistados e deixaram de existir como povo independente. Em 302 a.C., uma campanha foi realizada no território etrusco. Em 298 a.C., os samnitas ergueram-se novamente e derrotaram os romanos na batalha de Camerino, dando início a Terceira Guerra Samnita. Em 295 a.C., um exército samnita foi enviado ao norte onde uniu forças com tropas etruscas, úmbrias e gaulesas e enfrentou os romanos na batalha de Sentino, porém a coalizão foi decisivamente derrotada. Como consequência da derrota, os romanos invadiram Sâmnio e conseguiram a paz em 290 a.C.. Os samnitas foram submetidos como aliados e perderam sua independência. Neste mesmo ano, o cônsul Mânio Cúrio Dentato subjugou os latinos, que tornaram-se cidadãos sem sufrágio. Ao longo da década seguinte, os romanos alcançaram vitórias contra os gauleses e submeteram etruscos e úmbrios como aliados.

#### Guerra Pírrica (280−275 a.C.)

Itinerário de Pirro

Por 280 a.C., com sua posição assegurada na Itália Central, Roma passou a envolver-se nos assuntos das cidades-Estado gregas da Magna Grécia, primeiro auxiliando Túrios contra uma investida dos lucanos, e depois protegendo Lócris Epicefíria, Régio e Crotona. A medida que a presença romana tornou-se mais intensa, Taranto resolveu agir, confrontando-os na batalha de Túrios, de 280 a.C., que terminou em uma vitória romana. Como rescaldo do confronto, Taranto solicitou o auxílio do rei Pirro do Epiro, que desembarcou na Itália no mesmo ano com 25 000 homens e 20 elefantes de guerra. No primeiro conflito, a batalha de Heracleia de 280 a.C., os epirotas conseguiram uma vitória. Depois, Pirro marchou em direção a Roma, porém, nas imediações de Anâgnia, preferiu retroceder em direção a Ásculo, onde uma nova batalha tomou forma e os romanos foram derrotados.
Mesmo tendo vencido os romanos por duas vezes, as baixas de Pirro foram altas e, para deixar sua posição instável, não conseguiu auxílio de outras cidades-Estado gregas. Em 278 a.C., o exército epirota invadiu a Sicília, onde os gregos solicitaram a ajuda de Pirro contra Cartago. Após poucos ganhos, retornou para a Itália em 275 a.C., onde confrontou-se novamente com os romanos na batalha de Malevento, onde sofreu uma derrota que o levou a abandonar a península. Com a partida de Pirro, os romanos investiram contra a Magna Grécia. Tarento foi sitiada e tomada em 272 a.C..

### República Média (274−146 a.C.)

#### Guerras Púnicas (264−146 a.C.)

Primeira e Segunda Guerras Púnicas

A expansão fora do território da península Itálica teve início com as Guerras Púnicas contra Cartago, cidade-Estado fenícia localizada no Norte da África, que por volta do século III a.C. dominava o comércio do Mediterrâneo. A partir deste momento, começa a fase verdadeiramente histórica de Roma, cujos acontecimentos possuem registros documentados pelo historiador grego Políbio, que conviveu com os protagonistas romanos do conflito. A Primeira Guerra Púnica começou em 264 a.C., quando assentamentos na Sicília começaram a apelar aos dois poderes - Roma e Cartago - de modo a resolver conflitos internos. A guerra se iniciou com batalhas campais na Sicília, mas o teatro mudou para batalhas navais em torno da Sicília e África. Antes da Primeira Guerra Púnica, os romanos não possuíam uma marinha. A nova guerra na Sicília contra Cartago, um grande poder naval, forçou Roma a rapidamente construir uma frota e treinar marinheiros.
As primeiras batalhas navais foram desastres catastróficos para Roma. Contudo, após treinar mais marinheiros e investir em mecanismos de arpéu, uma frota cartaginesa foi derrotada, e mais vitórias se seguiram. Os cartagineses então contrataram Xantipo, um general mercenário espartano, para reorganizar e liderar o exército deles. Ele conseguiu cortar o exército romano de sua base e restabelecer a supremacia naval cartaginesa. Com suas capacidades navais recém-descobertas, os romanos então confrontaram os cartagineses numa nova batalha, a batalha das Ilhas Égadas de 241 a.C., que foram derrotados. Privada de sua marinha, e sem fundos para criar outra, Cartago pediu a paz. Com a derrota cartaginesa, Roma tornou-se senhora da Sicília. Pouco depois, fragilizada, Cartago ingressaria numa guerra contra seus mercenários, que rebelaram-se. Aproveitando-se dessa instabilidade, os romanos invadiram a Córsega e a Sardenha e conquistaram ambas. Após consolidarem sua posição nas recém-conquistadas possessões mediterrâneas, os romanos marcharam ao norte da Itália, onde os gauleses voltaram a trazer problemas. Nos anos que se seguiram, expandiram seus domínios em direção ao vale do Pó, chegando a conquistarem, em 222 a.C., Mediolano, e a começaram a integração da Gália Cisalpina à Itália romana.

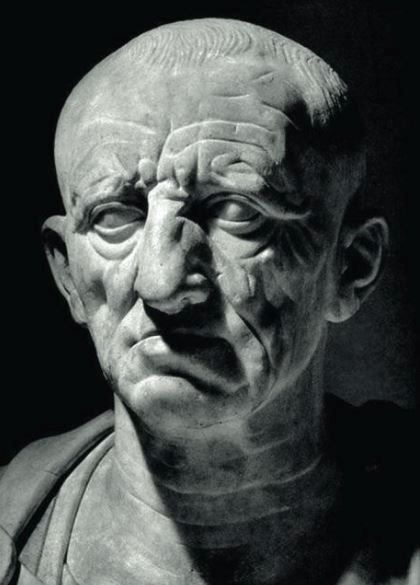
"Portanto, creio que Cartago deve ser destruída", frase atribuída a

A contínua desconfiança entre Roma e Cartago levou a novas hostilidades na Segunda Guerra Púnica, quando Aníbal, um membro da família bárcida da nobreza cartaginesa, atacou Sagunto, uma cidade com laços diplomáticos com Roma. Aníbal então preparou um exército na Ibéria e, em 218 a.C., atravessou os Alpes italianos com elefantes para invadir a Itália. Auxiliado por tropas gaulesas, conseguiu derrotar no mesmo ano os romanos em duas batalhas e avançar pela península. Prosseguindo em sua marcha, confrontou-se com os romanos nos anos posteriores, uma delas em Canas, uma das maiores derrotas da história romana. Depois de Canas, Aníbal obteve novas vitórias e adquiriu territórios no sul da Itália, bem como conseguiu a lealdade de várias povoações em Cápua e Apúlia. Além disso, conseguiu forjar alianças com ex-aliados romanos, dentre eles Tarento, por 212 a.C., assim como com o rei de Siracusa e Filipe V da Macedônia. Embora tendo firmado várias alianças com os poderes italianos, a situação de Aníbal começou a esfacelar-se nos anos seguintes, em especial pela mudança da tática romana, que privilegiou, ao invés de batalhas abertas, o combate numa guerra de exaustão. Com isso, os romanos, não só passaram a gradualmente retomar os territórios perdidos, como chegaram a saquear Siracusa em 211 a.C., esmagaram uma revolta geral na Sicília e impediram o avanço cartaginês na Ibéria mediante uma série de expedições. Além disso, conseguiram destruir completamente o exército cartaginês que havia invadido a Itália pelos Alpes sob Asdrúbal. Por 204 a.C., por ainda não serem capazes de expulsar Aníbal da Itália, os romanos lançaram uma expedição na África, com intuito de atacar Cartago. Após derrotarem um exército cartaginês, Aníbal se viu forçado a retornar para a África onde confrontou-os na batalha de Zama de 203 a.C., que terminou numa decisiva vitória romana. Isso levou Cartago a pedir a paz.
Cartago nunca conseguiu se recuperar após a Segunda Guerra Púnica e a Terceira Guerra Púnica que se seguiu foi na verdade uma simples missão punitiva para arrasar Cartago. Cartago estava quase indefesa e quando sitiada ofereceu rendição imediata, acatando uma série de exigências romanas. Os romanos recusaram a rendição, exigindo como termos complementares à rendição a destruição completa da cidade e, vendo pouco a perder, os cartagineses se prepararam para lutar. Na batalha de Cartago de 146 a.C., a cidade foi invadida após um curto cerco e completamente destruída.

#### Macedônia, pólis gregas e Ilíria (229−146 a.C.)

Grécia ca.

Em 229 a.C., em decorrência da pirataria praticada pelos ilírios no Adriático, os romanos lançaram uma expedição à Ilíria contra a rainha Teuta. A esta se seguiram duas guerras, a primeira entre 229−228 a.C., e a segunda entre 221−219 a.C., que tiveram como resultado a humilhação dos ilírios e a conquista romana de diversas cidades gregas da costa. Estes eventos preocuparam Filipe V da Macedônia que em 215 a.C. aliou-se com Aníbal. Em resposta, os romanos aliaram-se com a Liga Etólia e deram início a Primeira Guerra Macedônica (215−205 a.C.). Por ainda estarem ocupados com Aníbal na Itália, pouco fizeram neste conflito que foi marcado por operações limitadas, essencialmente lideradas pelos gregos. Temendo serem derrotados pelo número reduzido de efetivos disponível, optaram pela paz em 205 a.C..
A Macedônia começou a invadir o território reivindicado pelas cidades-Estado gregas em 200 a.C. e estes estados pediram ajuda a Roma. Ela deu a Filipe um ultimato para que ele submetesse várias porções da Grande Macedônia e desistisse de seus projetos na Grécia. Ele recusou, e os romanos declararam guerra, dando início a Segunda Guerra Macedônica. Finalmente, em 197 a.C., Filipe foi decisivamente derrotado na batalha de Cinoscéfalos e forçado a aceitar um tratado favorável. Nos anos subsequentes, os romanos entrariam em guerra contra Esparta, a Liga Etólia, os istrianos, os ilírios e a Liga Aqueia. Roma então voltou sua atenção para um dos reinos gregos, o Império Selêucida, no Oriente. Uma força romana derrotou os selêucidas na batalha das Termópilas e forçou-os a evacuar a Grécia. Os romanos então perseguiram-nos além da Grécia, derrotando-os decisivamente na batalha de Magnésia.
Em 179 a.C., Filipe morreu e seu filho, Perseu, tomou o trono e mostrou um interesse renovado na Grécia. Roma declarou guerra à Macedônia novamente, dando início a Terceira Guerra Macedônica. Perseu inicialmente teve alguns sucessos, contudo, os romanos responderam enviando outro exército forte. O segundo exército consular decisivamente derrotou os macedônios na batalha de Pidna em 168 a.C., fazendo-os capitular, o que concluiu a guerra. O Reino da Macedônia foi dividido em quatro repúblicas clientes. A Quarta Guerra Macedônica, travada entre 150−148 a.C., teve como justificativa a luta contra o pretendente ao trono macedônica e a tentativa de restabelecer o antigo reino. Os macedônios foram rapidamente derrotados na segunda batalha de Pidna. A Liga Aqueia escolheu este momento para se rebelar contra o domínio romano, mas foi derrotada. Corinto foi sitiada e destruída em 146 a.C., o mesmo ano da destruição de Cartago, o que levou a rendição da liga.

#### Expansão na Gália e Hispânia (204−133 a.C.)

Representação simplificada da conquista da Hispânia

Após a derrota dos cartagineses durante a Segunda Guerra Púnica, os romanos puderam retomar sua expansão pela Gália Cisalpina. Por 203 a.C., sistematicamente conquistaram a região, dominando as tribos locais, reforçando suas antigas possessões e estabelecendo colônias latinas. Em 187 a.C., construíram a via Emília, que acabou dando seu nome a região. Por 178−177 a.C., lançaram uma expedição contra a Ístria e em 175 a.C., marcharam contra as tribos da Ligúria e do norte dos Apeninos.
Concomitante à expansão na Gália, os romanos empreenderam a gradual conquista da Hispânia. Com base nas províncias da Hispânia Citerior e Hispânia Ulterior, ambas criadas nos ex-territórios cartagineses, expedições foram lançadas em direção ao interior. Em 197 a.C., uma revolta eclodiu na Hispânia Ulterior e que em pouco tempo espalhou-se para o território das tribos interioranas. Uma guerra eclodiu e ela só seria concluída por 179 a.C., quando Tibério Semprônio Graco pacificou a província e chegou a um acordo com os celtiberos. Mais tarde, entre 154−138 a.C., os romanos ingressaram na Guerra Lusitana contra Viriato e as tribos lusitanas, que se concluiu com o assassinato de Viriato por 3 companheiros dele; paralelo à guerra com Viriato, Roma enfrentou outra guerra, entre 153−151 a.C., contra os celtiberos. Por 143 a.C., uma rebelião liderada pelos celtiberos eclodiu e uma nova guerra se iniciou. Esta, concluída em 133 a.C., teve como momento decisivo a destruição romana da cidade de Numância.

### República Tardia (146−27 a.C.)

#### Inquietação interna (135−71 a.C.)
Entre 135−71 a.C., houve três revoltas contra o Estado romano, conhecidas como Guerras Servis, a última das quais com possível envolvimento de 120 000 a 150 000 escravos. Além disso, em 91 a.C., a Guerra Social eclodiu entre Roma e seus antigos aliados na Itália, coletivamente conhecidos como sócios (em latim: socii), sob a queixa de que compartilharam os riscos das campanhas militares, mas não suas recompensas. Apesar de algumas derrotas como aquela na batalha do Lago Fucino, as tropas romanas derrotaram as milícias itálicas em combates decisivos, notadamente a batalha de Ásculo. Embora perderam militarmente, os sócios conseguiram seus objetivos com as proclamações da Lei Júlia e da Lei Pláucia Papíria, que garantiram a cidadania romana a mais de 500 000 itálicos. A inquietação interna alcançou seu estágio mais sério nas duas guerras civis ou marchas sobre Roma lideradas pelo cônsul Sula no começo de 82 a.C.. Na batalha da Porta Colina, às portas de Roma, um exército comandado por Sula superou um exército do senado romano e seus aliados samnitas.

#### Ameaça celta (121 a.C.) e germânica (113−101 a.C.)

Rota das invasões dos cimbros e teutões

Por 125 a.C., os romanos começaram a conquista da posterior província da Gália Narbonense. Nesse processo entraram em contato com duas tribos gaulesas, os alóbroges e arvernos que os ameaçaram em 121 a.C.. Após duas batalhas bem-sucedidas, os gauleses foram derrotados. Mais tarde, em 113 a.C., com a consolidação da recém-adquirida província, os romanos tiveram de enfrentar uma invasão de cimbros e teutões. Ao longo dos anos de conflito, os romanos foram derrotados um par de vezes pelos invasores, notadamente nas batalhas de Noreia de 112 a.C. e Aráusio de 105 a.C., porém prevalecerem, em especial com as vitórias nas batalhas de Águas Sêxtias (102 a.C.) e Vercelas (101 a.C.).

#### Guerra Jugurtina (112−105 a.C.)
Roma tinha, no começo das Guerras Púnicas, adquirido grandes extensões do território na África, que foram consolidados nos séculos seguintes. Muitos destes territórios foram concedidos ao Reino da Numídia, um Estado na costa norte africana aproximadamente na moderna Argélia, em troca da assistência militar prestada no passado. A Guerra Jugurtina de 111−104 a.C. foi travada entre Roma e Jugurta da Numídia e constituiu a pacificação romana final do Norte da África, após a qual Roma cessou a expansão no continente após alcançar as barreiras naturais do deserto e montanhas. Em resposta a usurpação do trono númida por Jugurta, um aliado romano desde as Guerras Púnicas, Roma interveio. Jugurta descaradamente subornou os romanos a aceitarem sua usurpação, e a ele foi concedido metade do reino. Após novas agressões e novas tentativas de suborno, os romanos enviaram um exército para depô-lo. Os romanos foram derrotados na batalha de Sutul, mas se saíram melhor na batalha de Mutul, e finalmente derrotaram Jugurta nas batalhas de Tala, Mulucha e Cirta. Jugurta foi capturado não em batalha mas por traição, o que terminou a guerra.

#### Conflitos com Mitrídates (89−63 a.C.) e os piratas cilicianos (67 a.C.)
Mitrídates VI foi o governante do Reino do Ponto, um grande Estado na Ásia Menor, entre 120−63 a.C.. Mitrídates antagonizou Roma na busca pela expansão de seu reino, e os romanos pareciam igualmente ansiosos pela guerra e os despojos e prestígio que podiam trazer. Após conquistar a Anatólia ocidental, segundo as fontes romanas, Mitrídates ordenou a execução de ca. 80 000 romanos que viviam em seu reino. O massacre teria sido a razão oficial dada para o início das hostilidades na Primeira Guerra Mitridática. Por 86 a.C., o general romano Sula forçou Mitrídates a abandonar a Grécia após uma vitória em Queroneia. Em decorrências de distúrbios políticos na Itália, e a necessidade de abandonar o fronte, Sula entrou em negociações e conseguiu a paz por 85 a.C.. A Segunda Guerra Mitridática começou quando Roma tentou anexar o Reino da Bitínia como uma província. Na Terceira Guerra Mitridática, primeiro Lúcio Licínio Lúculo e então Pompeu, o Grande foram enviados contra Mitrídates. Ele foi finalmente derrotado por Pompeu na noturna batalha do Lico. Após derrotá-lo, Pompeu conquistou a maior parte da Anatólia e toda a Síria, tomou Jerusalém e invadiu o Cáucaso, subjugando o Reino da Ibéria e estabelecendo o controle romano sobre a Cólquida. Além disso, rodeou o território das províncias recém-conquistadas com Estados vassalos, dentre eles o Reino da Capadócia.

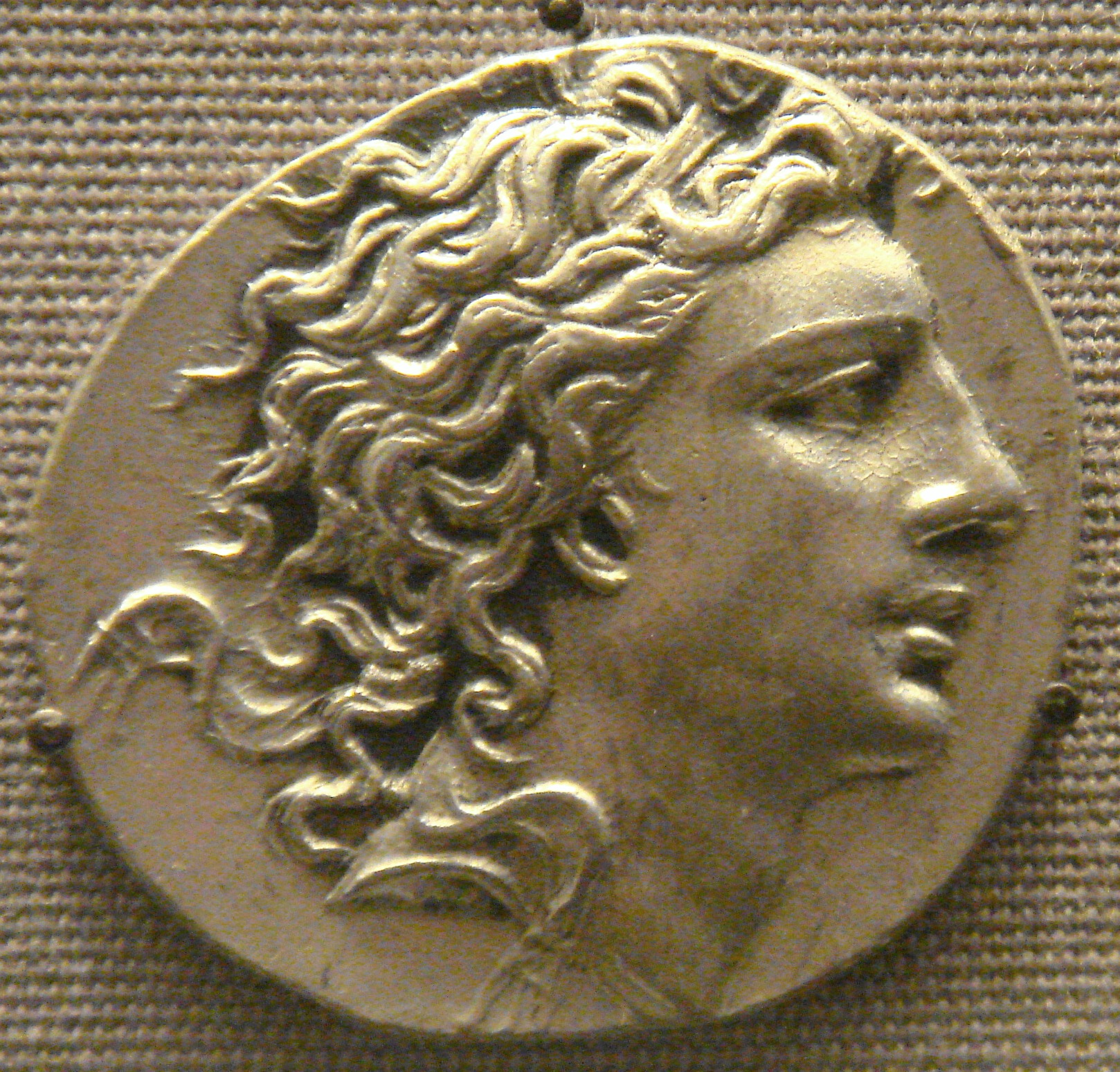
Tetradracma com efígie de

O Mediterrâneo tinha neste tempo caído nas mãos dos piratas, principalmente da Cilícia. Os piratas não só estrangularam rotas de navegação, mas também saquearam muitas cidades na costa da Grécia e Ásia. Pompeu foi nomeado como comandante de uma força naval para fazer campanha contra eles. Em três meses, Pompeu conseguiu limpar as costas dos piratas.

#### Campanhas iniciais de César (59−50 a.C.)

Campanhas de César na Gália

Durante seu mandato como pretor na Hispânia, Júlio César derrotou os galaicos e lusitanos em batalha. Após um mandato consular, foi então nomeado para um mandato de cinco anos como governador proconsular da Gália Transalpina e Ilíria (costa da Dalmácia). Nesta posição, procurou maneiras de convencer os romanos a acatar uma invasão à Gália, evocando a saque gaulês de Roma e as invasões dos cimbros e teutões. Quando os helvécios e tigurinos começaram a migrar em direção às áreas próximas à Gália Transalpina, César teve sua desculpa para dar início a suas guerras da Gália, travadas entre 58−51 a.C.. Após abater os helvécios, César prosseguiu uma "longa, árdua e custosa" campanha contra outras tribos em toda a amplitude da Gália, muitas das quais haviam lutado ao lado de Roma contra os helvécios, e anexou seus territórios para os de Roma. Plutarco afirma que a campanha custou um milhão de vidas gaulesas. Embora "ferozes e capazes", os gauleses foram prejudicados pela desunião interna e caíram em uma série de batalhas ao longo da década.
César derrotou os helvécios em 58 a.C. na batalha do Arar e na batalha de Bibracte, a confederação belga na batalha do Áxona, os nérvios em 57 a.C. na Batalha do Sábis, os aquitanos, tréviros, tencteros, éduos e eburões em batalhas desconhecidas, e os vênetos em 56 a.C.. Em 55−54 a.C., fez duas expedições na Britânia. Em 52 a.C., após o cerco de Avárico e uma série de batalhas inconclusivas, César derrotou uma união de gauleses liderada por Vercingetórix na batalha de Alésia, completando a conquista romana da Gália Transalpina. Por 50 a.C., a Gália inteira caiu em mãos romanas. César registrou seus próprios relatos destas campanhas nos Comentários sobre a Guerra Gálica.

#### Triunviratos e ascensão de Augusto (59−30 a.C.)

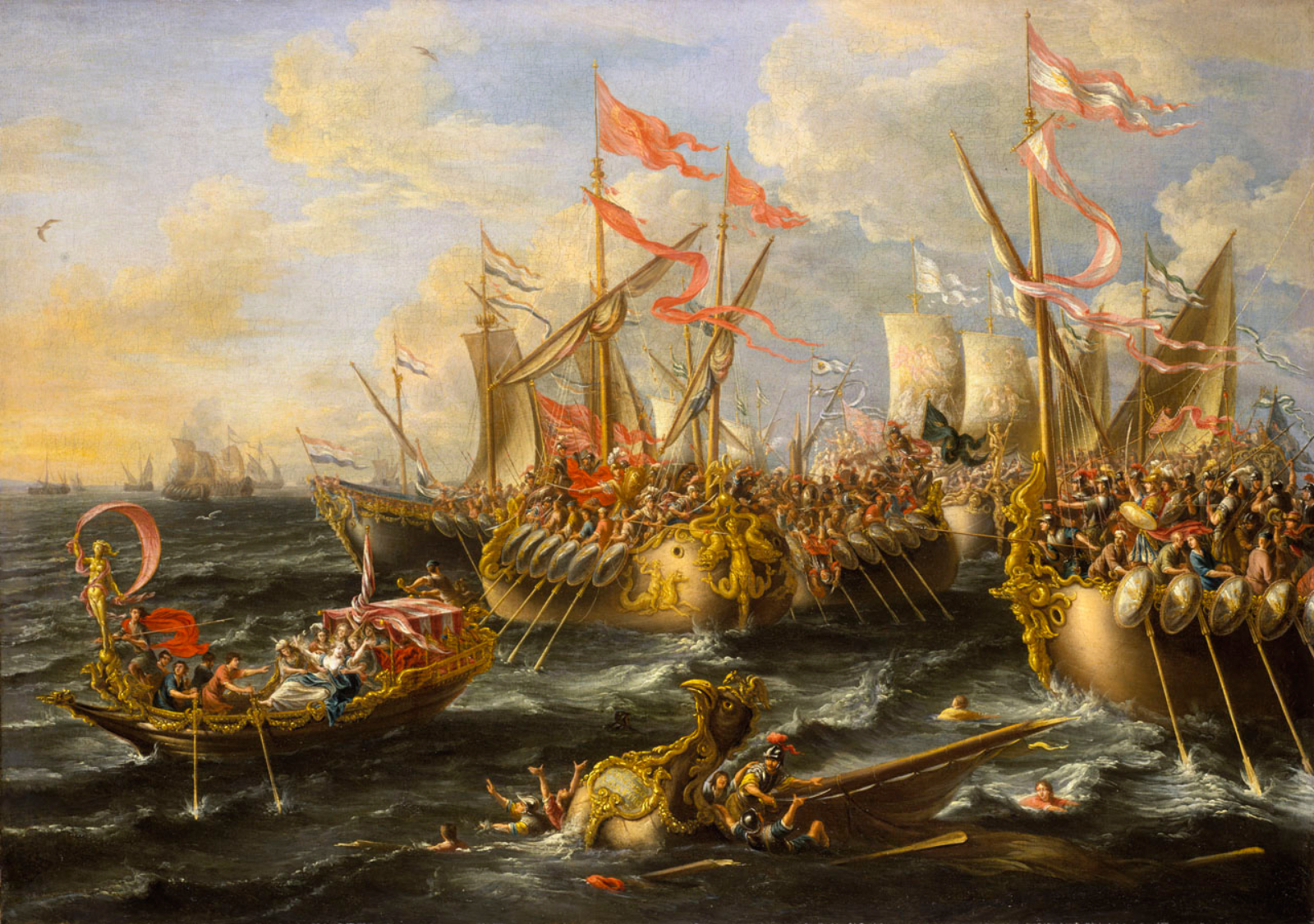
A Batalha de Ácio (1672), por Lorenzo A. Castro, Museu Marítimo Nacional

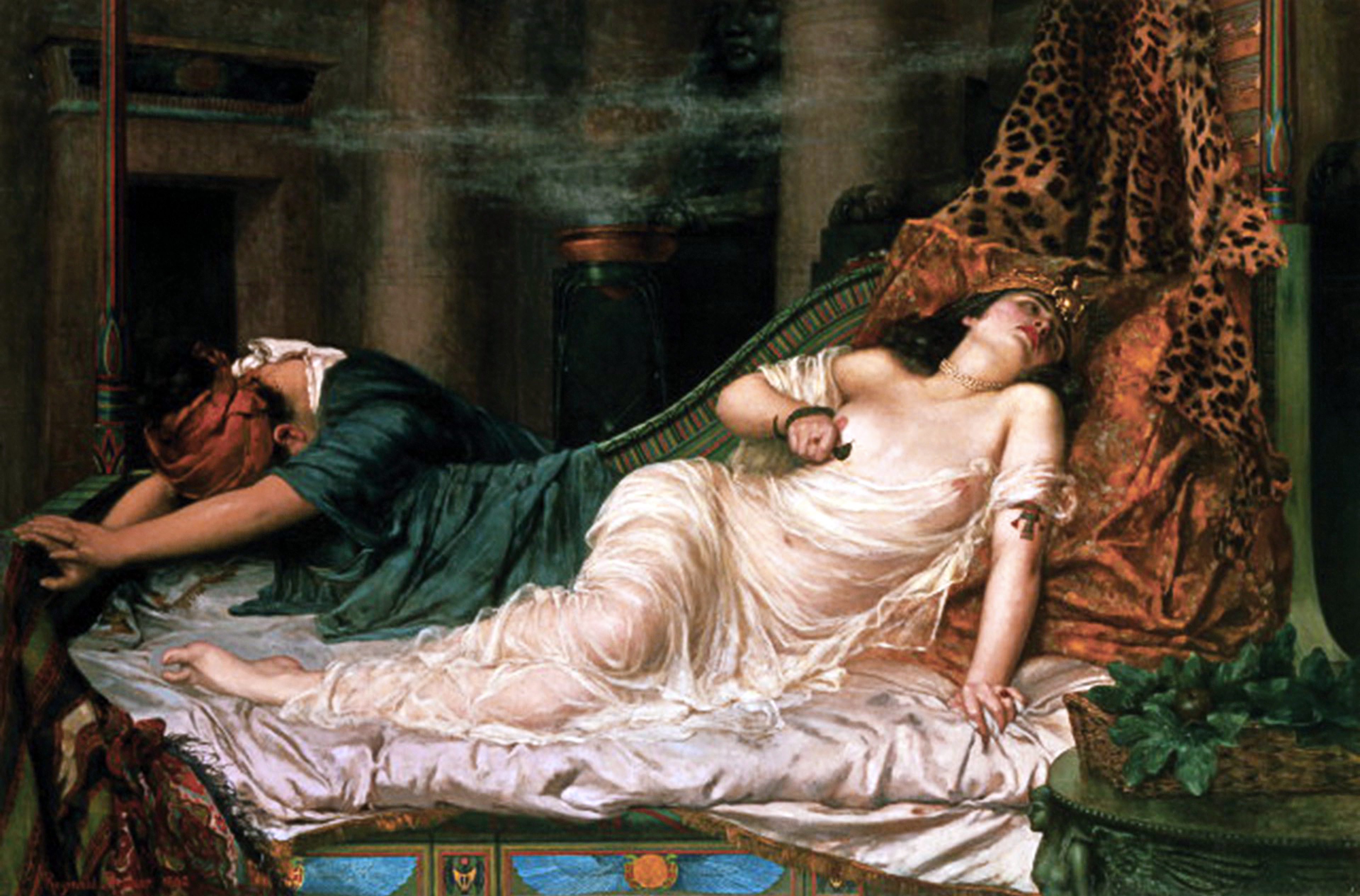
A morte de Cleópatra, (1892), por Reginald Arthur, Roy Miles Gallery

Por 59 a.C., uma aliança política informal conhecida como Primeiro Triunvirato foi formada entre Júlio César, Crasso e Cneu Pompeu Magno para compartilhar o poder e influência. Em 53 a.C., Crasso lançou uma invasão romana ao Império Parta. Após sucessos iniciais, ele marchou seu exército fundo no deserto onde foi emboscado e derrotado na batalha de Carras, a "maior derrota romana desde Aníbal", na qual o próprio Crasso pereceu. Após a morte de Crasso, as relações entre Pompeu e César gradualmente se deterioraram a ponto de ambos entrarem em conflito. Em 51 a.C., alguns senadores romanos exigiram que César devolvesse o controle de suas legiões ao Estado em troca de seu ofício de cônsul. Não acatando o comando, invadiu a Itália, forçando Pompeu, que havia se comprometido a derrotá-lo em batalha, e o senado a fugirem para a Grécia.
Antes de dirigir-se para a Grécia, César enviou parte de seu exército para combater os partidários de Pompeu na Hispânia e Gália. Após obter vitórias em Ilerda e em Massília, César marchou contra Pompeu. O primeiro embate, a batalha de Dirráquio de 48 a.C., terminou com uma vitória pompeana, porém esta foi seguida por uma esmagadora vitória cesariana na batalha de Farsalos, o que forçou Pompeu a fugir, desta vez para o Egito, onde foi assassinado. No final de 47 a.C. uma nova batalha foi travada, em Tapso, onde os partidários de Pompeu fizeram sua base após derrotarem os lugares-tenente de César em 49 a.C.. Eles foram derrotados e os sobreviventes, dentre eles Sexto Pompeu e Pompeu, o Jovem, os filhos de Pompeu, fugiram para a Hispânia. Lá, em 46 a.C., uma nova batalha, a de Munda, foi travada e as tropas cesarianas venceram novamente, o que pôs um fim temporário a guerra.
Após o assassinato de César em 44 a.C., novas disputas pelo poder tomaram forma, desta vez entre os liberatores, grupo de senadores que esteve envolvido no assassinato, e os cesarianos. Marco Antônio, um dos principais partidários de César, ao condenar o assassinato, foi considerado como inimigo público da república e foi derrotado em duas batalhas (Fórum dos Galos e Mutina). Após tais eventos, Otaviano, jovem adotado por César e então seu herdeiro, Marco Antônio e Lépido, na intenção de unirem-se contra o senado e os liberatores, formaram o Segundo Triunvirato. A esta aliança se seguiu um expurgo realizado entre os senadores e cavaleiros e por 42 a.C., Otaviano e Marco Antônio perseguiram Marco Bruto e Caio Cássio no Oriente e os derrotaram na batalha de Filipos.
Com o fim das disputas com os liberatores, e a posterior divisão dos domínios romanos entre os membros do triunvirato, conflitos eclodiram entre os triúnviros. O primeiro deles deveu-se a uma disputa entre Otaviano e Lúcio Antônio, irmão de Marco Antônio, e terminou com o cerco de Lúcio em Perúsia por 40 a.C. e um quase confronto entre os triúnviros. Ao longo da década seguinte, cessaram-se os conflitos internos e outros assuntos entraram em pauta: Marco Antônio fez campanha contra os partas, mas acabou sendo derrotado em 36 a.C., e saqueou o território armênio em 34 a.C.; Otaviano combateu Sexto Pompeu, que havia se instalado na Sicília, em 36 a.C., e fez campanha na Ilíria (35−33 a.C.). A partir de então, contudo, Otaviano voltou sua atenção para a consolidação de sua posição na Itália e para tal iniciou uma guerra propagandista contra Marco Antônio, alegando que seu relacionamento com Cleópatra poderia trazer prejuízos à república. Por 32 a.C., as cidades da Itália juraram lealdade a Otaviano solicitaram uma campanha contra Marco Antônio. Essa campanha, iniciada pouco depois, culminaria numa vitória total de Otaviano na batalha de Ácio em 31 a.C.. Marco Antônio e sua amada Cleópatra fugiram para Alexandria e se suicidaram.